# Costell (Mendonk)
El costell de Mendonk es troba a l'antic municipi de Bèlgica de Mendonk (avui fusionat amb Gant) i va ser eregit probablement entre 1772 i 1778 durant l'episcopat del bisbe gantenc Govaart Geeraard van Eersel (1713-1778).
Com a simbol del poder feudal de l'antic règim, el costell probablement va ser desmuntat durant la revolució francesa. Va ser redescobert durant obres al cementiri de Mendonk el 1872 i després va ser reconstruït davant l'església del poble. El 1946 l'antic costell va ser llistat com a monument.
És un pal octogonal, eregit damunt dos esglaons octogonals, fets de calcari blau. El tot fa uns 4,40 metres d'alçada. Al cim és coronat amb l'escut del bisbe van Eersel, que com a bisbe de Gant (1772-1778) també era senyor de Mendonk. Al costat anterior es troba esculptat una fulla de pedra que servia per fixar els ferros per lligar els condemnats.